# 李姣云
李娇云（1955年10月—），女，浙江人，中华人民共和国外交官，曾任中华人民共和国驻圣保罗总领事和中华人民共和国驻伊基克总领事。

## 生平
1979年，进入中华人民共和国外交部工作，先后在北京外交人员服务局、 驻圣多美和普林西比大使馆、外交部非洲司、驻巴西大使馆、外交部拉美司、外交部国外工作局任职。2004年9月，出任中华人民共和国驻圣保罗总领事。2007年9月，从驻圣保罗总领事离任。12月，任驻里约热内卢总领事馆参赞。2010年，任驻几内亚比绍大使馆参赞。2013年8月，出任中华人民共和国驻伊基克总领事。2016年2月，从驻伊基克总领事离任。

## 家庭
李姣云已婚，丈夫是外交官李宝钧，两人育有一女。